# Divorcio a la americana
Divorcio a la americana es una película de la década de 1960 sin grandes pretensiones pero protagonizada por un reparto de lujo encabezado por Frank Sinatra, Dean Martin y Deborah Kerr. Sinatra y Martin vuelven a coincidir en esta comedia romántica en la que ambos ponen al descubierto sus dotes como cantantes.
El guion de Cy Howard se basa en una historia propia titulada Community Property.
La canción There Was a Sinner Man fue compuesta por Trini López y Bobby Hart.

## Argumento
Un matrimonio con problemas decide ir a México en una especie de segunda luna de miel para arreglar sus diferencias. No obstante, allí discuten y acaban divorciándose.

## Otros créditos
- Fecha de estreno: 24 de septiembre de 1965, (Nueva York)
- Distribuidora: Warner Bros
- Color: Technicolor
- Sonido: RCA Sound System
- Sonido: Dan Wallin
- Montaje: Sam O'Steen
- Dirección artística: LeRoy Deane
- Decorados: Arthur Krams y William L. Kuehl
- Diseño de vestuario: Walter Plunkett
- Maquillaje: Gordon Bau
- Coreografía: Jonathan Lucas